# Geoffrey Beene
Geoffrey Beene, né le 30 août 1927 et décédé le 28 septembre 2004 d'une pneumonie, est un styliste américain.

## Biographie
Il fonde sa maison en 1962 (« Geoffrey Beene, Inc. »), avec un showroom situé sur la Septième Avenue, à Manhattan. Parmi ses clientes, on note Lady Bird Johnson, Pat Nixon, Nancy Reagan, Faye Dunaway et Glenn Close.
Alber Elbaz effectue un passage auprès de lui.
Le CFDA, Conseil des créateurs de mode américains, a créé le Geoffrey Beene Lifetime Achievement award.